# Microtus irene
Microtus irene é uma espécie de roedor da família Cricetidae.
Pode ser encontrada nos seguintes países: China e Myanmar.